# Сосновка (Первомайський район)
Сосно́вка (рос. Сосновка) — село у складі Первомайського району Алтайського краю, Росія. Входить до складу Бобровської сільської ради.

## Населення
Населення — 710 осіб (2010; 654 у 2002).
Національний склад (станом на 2002 рік):
- росіяни — 98 %